# اينجل لوكسين
أنجليكا لوكسين كولميناريس (من مواليد 23 أبريل 1985) ممثلة تلفزيونية وسينمائية، منتجة أفلام، عارضة ومصممة أزياء فلبينية. برزت لدورها التلفزيوني في دور ألوينا في مسلسل تلفزيوني من نوعية خيالية مولاوين عام 2004 وباعتبارها بطلة خارقة في المسلسل التلفزيوني دارنا. كانت لوكسين فنانة متعاقدة مع شبكة جي إم أي حتى أوائل عام 2007 حتى نقلت إلى الشبكة المنافسة أي بي إس-سي بي إن، ثم قامت ببطولة دور ليكا في المسلسل التلفزيوني لوبو ، والذي مما جعلها من المرشحين لجائزة إيمي لأفضل أداء.
قامت في وقت لاحق ببطولة فيلم بإسم الحب وفيلم تجربة واحدة أخرى التي حصلت على اشادة من النقاد لكلا العروض. حصلت لوكسين عن الفيلمان على جائزة النجمة السينمائية لأفضل ممثلة سينمائية وجائزة شباك تذاكر لأعمال الترفيه لأفضل ممثلة سينمائية للعام، حيث فازا بالجائزتين لمدة سنتين متتاليتين. في عام 2013، فازت بجائزة الأكاديمية الفلبينية للفنون والعلوم لأفضل ممثلة وجائزة أكاديمية السينما الفلبينية لأفضل ممثلة عن أدائها في فيلم تجربة واحدة أخرى.
ظهرت في عام 2019 في عرض مسلسل تلفزيوني درامي فلبيني ابنة الجنرال في دور البطولة. على شبكة أي بي إس-سي بي إن تليفزيونية فلبينية مجانية في 21 يناير 2019.

## روابط خارجية
- اينجل لوكسين على موقع IMDb (الإنجليزية)
- اينجل لوكسين على موقع قاعدة بيانات الفيلم (الإنجليزية)